# Sud-Kasai
Il Sud-Kasai (in francese: Sud-Kasaï) fu uno Stato secessionista senza riconoscimento internazionale all'interno della Repubblica del Congo (l'attuale Repubblica Democratica del Congo) che fu semi-indipendente tra il 1960 e il 1962. 

## Storia
Con l'indipendenza del Congo belga nel 1960, inizialmente la regione fu proposta solo come provincia, il Sud-Kasai cercò di ottener la completa autonomia similarmente al vicino Katanga, altra ricca regione mineraria anch'essa secessionista, durante i disordini politici successivi all'indipendenza del paese, conosciuti col nome di Crisi del Congo. Tuttavia, al contrario del Katanga, il Sud-Kasai non dichiarò esplicitamente la sua piena indipendenza dalla Repubblica del Congo.
Il leader del Sud-Kasai, Albert Kalonji, che prima della decolonizzazione aveva rappresentato la fazione MNC-K (Mouvement national Congolais-Kalonj) del Mouvement national Congolais, sfruttò le tensioni etniche createsi tra il suo gruppo etnico, i Baluba, e il gruppo etnico dei Bena-Lulua per creare uno Stato Luba-centrico nel cuore delle zone abitate dall'etnia nella zona sud-orientale del Kasai. Con lo scoppio della violenza settaria nel Paese. lo Stato dichiarò la sua secessione dal Congo il 9 agosto 1960 e chiese ai Baluba che vivevano nel resto del Congo di ritornare alla loro "terra natia". Kalonji venne nominato presidente.
Il governo del Sud-Kasai dichiarò di essere uno Stato federato del Congo, ed esercitò un alto grado di autonomia regionale ma arrivò persino a creare una propria costituzione e i propri francobolli. Lo Stato, appoggiato da forze straniere (in particolare il Belgio), e finanziato dall'esportazione di diamanti, fronteggiò numerose crisi, incluse quelle causate dalla massiccia emigrazione di rifugiati Luba, ma il suo governo divenne, col passare del tempo, sempre più militarista e repressivo.
La fine della secessione del Sud-Kasai è solitamente collegata all'arresto di Albert Kalonij nel dicembre 1961 o al colpo di Stato anti-Kalonij del 1962 e al successivo l'arrivo delle truppe governative.